# Christian Vann
Pas d'image ? Cliquez ici
Christian Vann, né le 5 août 1974 à Birmingham est un pilote automobile britannique. Il compte notamment quatre participations aux 24 Heures du Mans en 1999, 2004, 2005 et 2006.

## Carrière
Il participe pour la première fois aux 24 Heures du Mans lors de l'édition 1999 et pilote la Chrysler Viper GTS-R de l'écurie Hugh Chamberlain. Il termine la course à la vingt-deuxième place du classement général.
En 2005, pour sa troisième participations aux 24 Heures du Mans, il obtient son meilleur résultat à bord de la Courage C60 Hybrid de Courage Compétition avec une huitième place au classement général,. En parallèle, il dispute la saison 2005 des Le Mans Endurance Series avec Courage,,.
En 2006, il s'engage une dernière fois aux 24 Heures du Mans ; au volant de la Ferrari 550 GTS Maranello de Russian Age Racing, l'équipage abandonne.